# Asienspiele 2022/Wushu
Bei den Asienspielen 2022 wurden vom 24. bis 28. September 2023 insgesamt 13 Wettbewerbe im Wushu ausgetragen, davon neun bei den Männern und sechs bei den Frauen. Die Wettkämpfe teilten sich zudem auf fünf bzw. zwei Wettbewerbe im Vollkontakt-Kampf (Sanda) und je vier Wettbewerbe im Formenlauf (Taolu) auf. Austragungsort war das Xiaoshan Guali Sports Centre.

## Bilanz

### Medaillenspiegel
| Platz  | Land              | Gold | Silber | Bronze | Gesamt |
| ------ | ----------------- | ---- | ------ | ------ | ------ |
| 1      | China             | 11   | —      | —      | 11     |
| 2      | Iran              | 2    | 4      | 1      | 7      |
| 3      | Indonesien        | 1    | 2      | 2      | 5      |
| 4      | Macau             | 1    | 1      | 2      | 4      |
| 5      | Hongkong          | —    | 2      | 1      | 3      |
| 6      | Philippinen       | —    | 1      | 3      | 4      |
| 7      | Südkorea          | —    | 1      | 2      | 3      |
| 8      | Singapur          | —    | 1      | 1      | 2      |
| 9      | Brunei            | —    | 1      | —      | 1      |
| 9      | Indien            | —    | 1      | —      | 1      |
| 9      | Malaysia          | —    | 1      | —      | 1      |
| 12     | Vietnam           | —    | —      | 3      | 3      |
| 13     | Afghanistan       | —    | —      | 2      | 2      |
| 13     | Kirgisistan       | —    | —      | 2      | 2      |
| 15     | Chinesisch Taipeh | —    | —      | 1      | 1      |
| 15     | Kasachstan        | —    | —      | 1      | 1      |
| 15     | Usbekistan        | —    | —      | 1      | 1      |
| Gesamt | Gesamt            | 15   | 15     | 22     | 52     |

### Medaillengewinner
Männer
| Disziplin             | Gold                    | Silber                  | Bronze                                |
| --------------------- | ----------------------- | ----------------------- | ------------------------------------- |
| Changquan             | Sun Peiyuan             | Edgar Xavier Marvelo    | Song Chi Kuan                         |
| Nanquan / Nangun      | Harris Horatius         | Lee Yong-mun            | Huang Junhua                          |
| Taijiquan / Taijijian | Gao Haonan              | Samuel Hui              | Jones Llabres Inso                    |
| Daoshu / Gunshu       | Chang Zhizhao           | Jowen Lim               | Seraf Naro Siregar                    |
| Sanda (bis 56 kg)     | Jiang Haidong           | Arnel Mandal            | Avazbek Amanbekov Hua Văn Đoàn        |
| Sanda (bis 60 kg)     | Wang Xuetao             | Shoja Panahigelehkolaei | Gideon Fred Padua Kim Min-soo         |
| Sanda (bis 65 kg)     | Afshin Salimi Toupghara | Samuel Marbun           | Clemente Tabugara Jeon Seong-jin      |
| Sanda (bis 70 kg)     | He Feng                 | Mohsen Mohammadseifi    | Zhang Huan-yi Khalid Hotak            |
| Sanda (bis 75 kg)     | Yousef Sabriabibegloo   | Cai Feilong             | Nasratullah Habibi Temirlan Amankulov |

Frauen
| Disziplin             | Gold         | Silber                     | Bronze                                    |
| --------------------- | ------------ | -------------------------- | ----------------------------------------- |
| Changquan             | Li Yi        | Liu Xuxu                   | Kimberly Ong                              |
| Nanquan / Nandao      | Chen Huiying | Tan Cheong Min             | Darya Latisheva                           |
| Taijiquan / Taijijian | Tong Xin     | Basma Lachkar              | Chen Suijin                               |
| Jianshu / Qiangshu    | Lai Xiaoxiao | Zahra Kiani                | Dương Thúy Vi                             |
| Sanda (bis 52 kg)     | Li Yueyao    | Elaheh Mansoryan Samiroumi | Tharisa Dea Florentina Ajan Tursyn        |
| Sanda (bis 60 kg)     | Wu Xiaowei   | Naorem Roshibina Devi      | Shahrbanoo Mansourian Nguyễn Thị Thu Thuỷ |